# Can Garcia (Cervelló)
Can García és un edifici del municipi de Cervelló (Baix Llobregat) que forma part de l'Inventari del Patrimoni Arquitectònic de Catalunya.
També rep el nom de Granja Garcia.

## Descripció
És una mansió senyorial, d'estil modernista, de planta quadrada amb baixos i dues plantes i una torreta capçada per una agulla cònica coberta amb ceràmica vidriada. El portal és de mig punt amb dovelles molt amples de pedra, igual que els emmarcats de les finestres. Els murs són de pedra i parts de rajola. La coberta és de teula amb additaments de vidriats als careners i les franges, i la cornisa fistonada amb arcades i majòliques. A la torre hi ha un rètol de ceràmica verda amb lletres blanques on posa "Garcia". La seva decoració s'inspira en elements del gòtic i de l'arquitectura rural catalana. Al voltant de la casa hi ha un jardí ben cuidat.

## Història

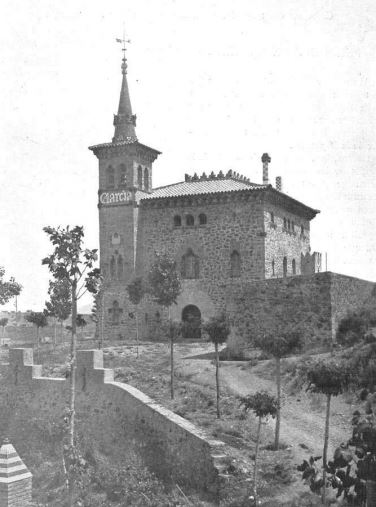
Any 1904

Els terrenys de la finca pertanyien anteriorment al mas Font. Frederic García i Salas (+1914),propietari dels terrenys i fabricant de ciments de Vallirana, va encarregar l'any 1899 aquest edifici però com a habitatge i no com a explotació agrícola, malgrat el nom de "granja". El seu fill Josep García i Julià casat amb Laura Hilla i Llopart (+1947) varen ser els pares de Frederic García i Hilla. L'arquitecte va ser Antoni Maria Gallisà i Soqué i les obres van acabar l'any 1900. La casa i el conjunt foren adquirits per Joan Giménez Yebra als anys 60 del segle xx. A data del 2013 era propietat del senyor Josep Muñoz Ollé i es trobava en desocupat.